# Eric Robinson
Eric Francis Robinson, född 14 juni 1995, är en amerikansk professionell ishockeyforward som är kontrakterad till Columbus Blue Jackets i NHL och spelar för deras primära samarbetspartner Cleveland Monsters i AHL. 
Han har tidigare spelat på lägre nivåer för Princeton Tigers (Princeton University) i NCAA och Dubuque Fighting Saints i USHL.
Robinson blev aldrig draftad.
Han är yngre bror till ishockeyspelaren Buddy Robinson som spelar inom Calgary Flames organisation.

## Statistik
| 2011–2012    | Team Comcast            | AYHL         | 20  | 7  | 8  | 15 | 8  | — | — | — | — | — |
|              | Team Comcast            | T1EHL        | 40  | 6  | 10 | 16 | 8  | — | — | — | — | — |
| 2012–2013    | Team Comcast            | T1EHL        | 40  | 16 | 26 | 42 | 0  | — | — | — | — | — |
| 2013–2014    | Dubuque Fighting Saints | USHL         | 50  | 8  | 16 | 24 | 24 | 3 | 0 | 0 | 0 | 0 |
| 2014–2015    | Princeton Tigers        | NCAA         | 27  | 2  | 2  | 4  | 8  | — | — | — | — | — |
| 2015–2016    | Princeton Tigers        | NCAA         | 31  | 7  | 4  | 11 | 10 | — | — | — | — | — |
| 2016–2017    | Princeton Tigers        | NCAA         | 34  | 13 | 8  | 21 | 12 | — | — | — | — | — |
| 2017–2018    | Columbus Blue Jackets   | NHL          | 1   | 0  | 0  | 0  | 0  | — | — | — | — | — |
|              | Princeton Tigers        | NCAA         | 36  | 17 | 14 | 31 | 44 | — | — | — | — | — |
| 2018–2019    | Cleveland Monsters      | AHL          | —   | —  | —  | —  | —  | — | — | — | — | — |
| NHL totalt   | NHL totalt              | NHL totalt   | 1   | 0  | 0  | 0  | 0  | — | — | — | — | — |
| LHJMQ totalt | LHJMQ totalt            | LHJMQ totalt | 128 | 39 | 28 | 67 | 74 | — | — | — | — | — |